# Nečujam
Nečujam je vesnice v Chorvatsku na ostrově Šolta v Splitsko-dalmatské župě. Přes Nečujam vede silnice D111, která jej spojuje s dalšími osadami. V Nečujamu podle statistik z roku 2011 žilo 171 obyvatel.

## Památky
V zátoce Piškera byly nalezeny pozůstatky budovy římského hospodářství a v okolí byly objeveny hroby a mnoho keramiky a peněz. Na místě, kde byla zátoka uzavřena a přeměněna na rybníček jsou dnes (2019) zbytky zdi. Nachází se zde zřícenina gotického kostela z 15. století. Vedle kostela je jednoduchý kamenný dům, který kdysi patřil Dujmu Balistrilićovi, příteli básníka Marka Maruliće. Před domem stál pamětní sloup postavený básníkovi Petaru Hektorovići. 

## Demografie
| Přehled počtu obyvatel podle let | Přehled počtu obyvatel podle let | Přehled počtu obyvatel podle let | Přehled počtu obyvatel podle let | Přehled počtu obyvatel podle let | Přehled počtu obyvatel podle let | Přehled počtu obyvatel podle let | Přehled počtu obyvatel podle let | Přehled počtu obyvatel podle let | Přehled počtu obyvatel podle let | Přehled počtu obyvatel podle let | Přehled počtu obyvatel podle let | Přehled počtu obyvatel podle let | Přehled počtu obyvatel podle let | Přehled počtu obyvatel podle let | Přehled počtu obyvatel podle let |
| -------------------------------- | -------------------------------- | -------------------------------- | -------------------------------- | -------------------------------- | -------------------------------- | -------------------------------- | -------------------------------- | -------------------------------- | -------------------------------- | -------------------------------- | -------------------------------- | -------------------------------- | -------------------------------- | -------------------------------- | -------------------------------- |
| 1857                             | 1869                             | 1880                             | 1890                             | 1900                             | 1910                             | 1921                             | 1931                             | 1948                             | 1953                             | 1961                             | 1971                             | 1981                             | 1991                             | 2001                             | 2011                             |
| 0                                | 0                                | 0                                | 0                                | 0                                | 0                                | 0                                | 0                                | 0                                | 12                               | 19                               | 6                                | 0                                | 0                                | 80                               | 93                               |

## Galerie

Nečujam
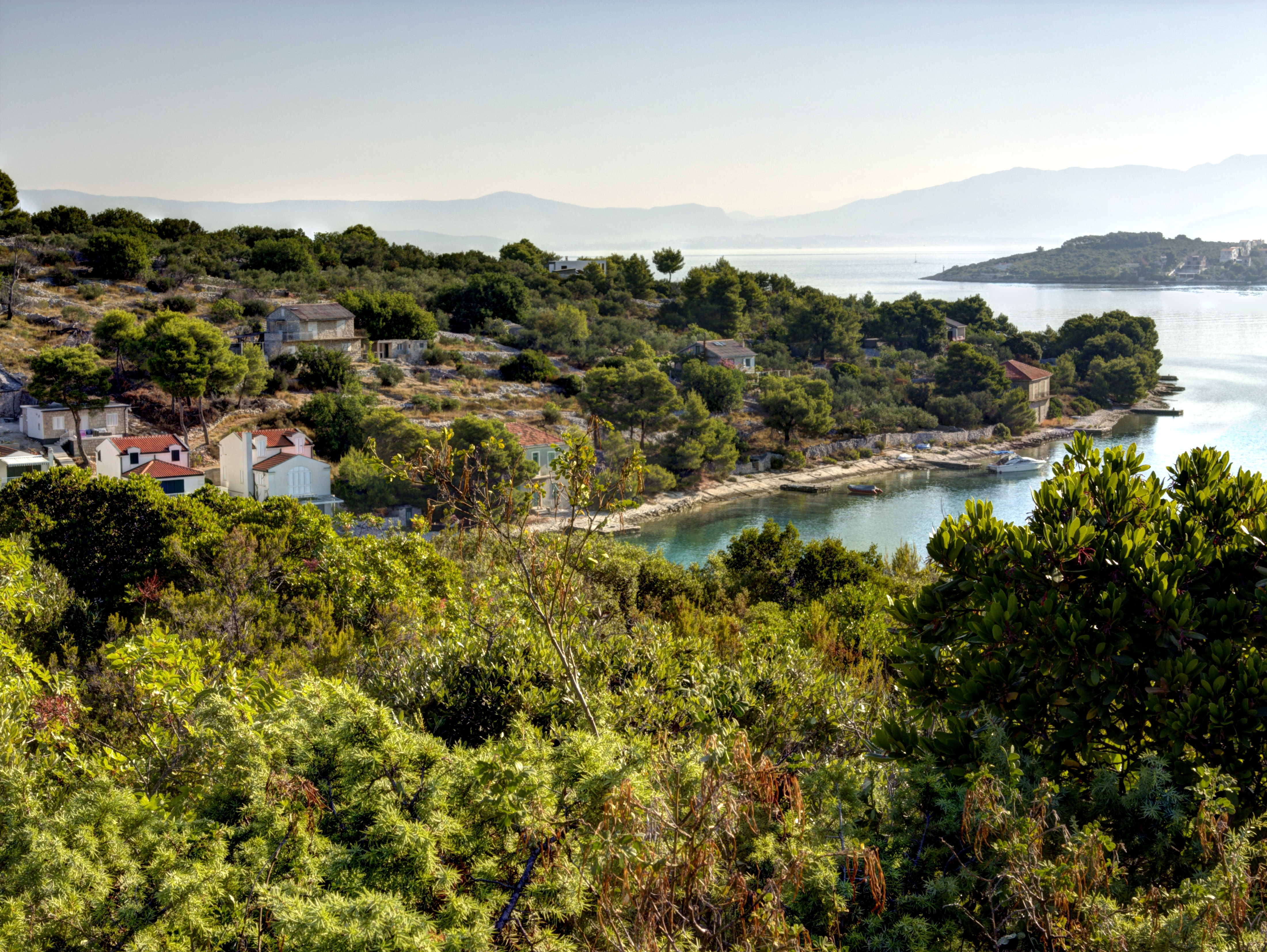
Podkamenica
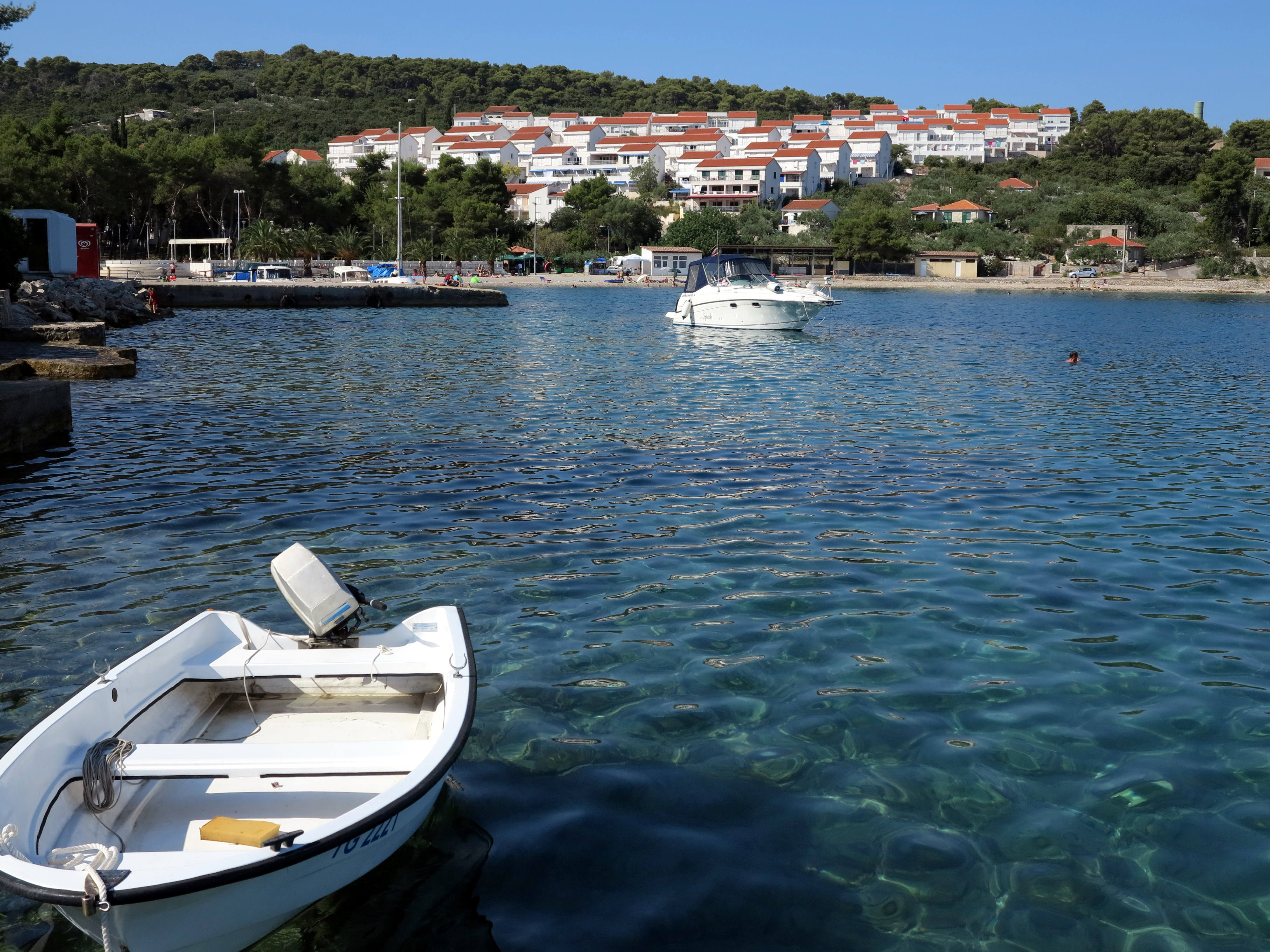
Supetar
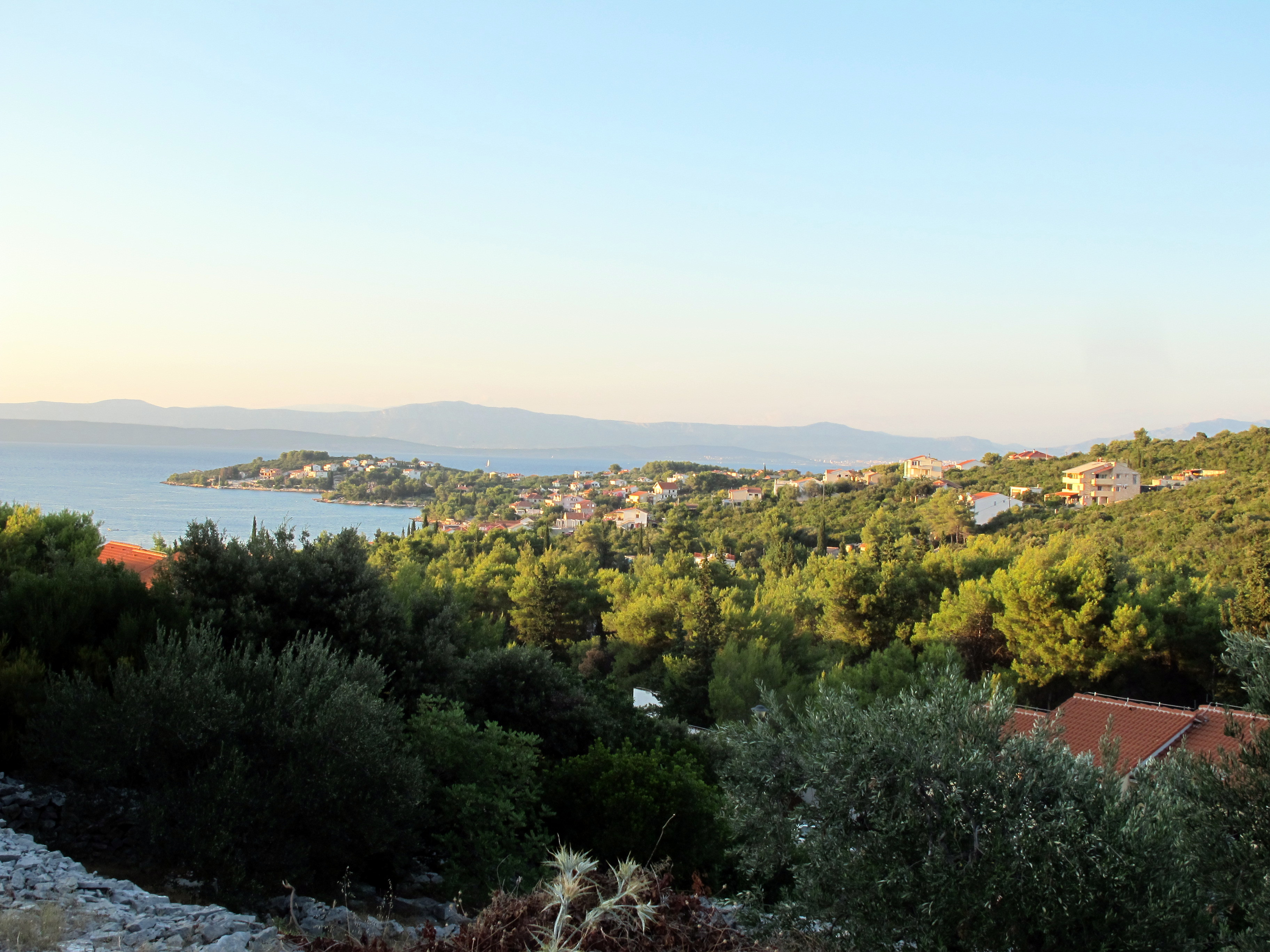
Výhled na moře
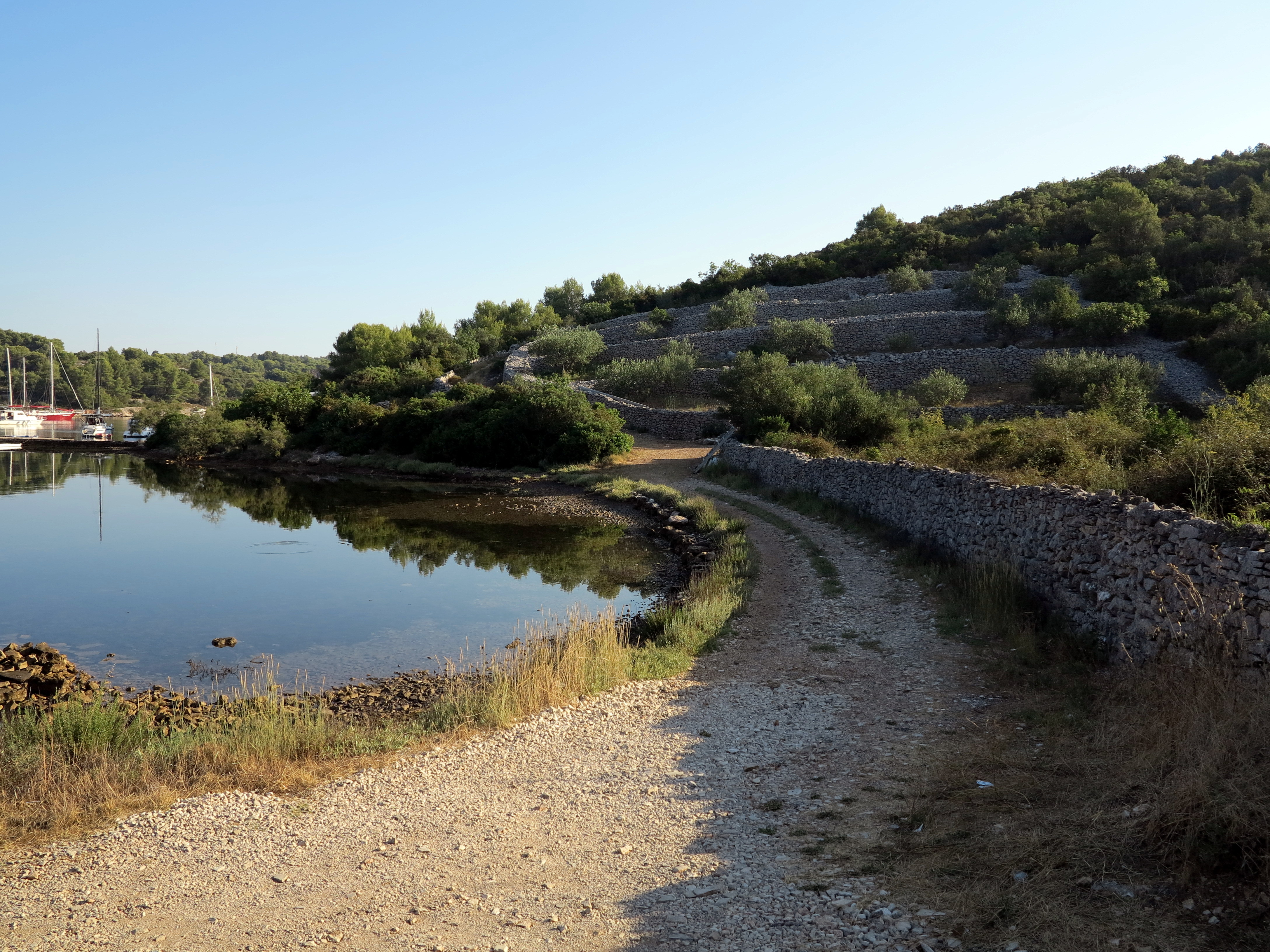
Piškera